# Fadel Showban
Fadel Showban (ur. 23 maja 1978) – egipski bokser.
Reprezentował Egipt na Letnich Igrzyskach Olimpijskich w 2000 roku, przegrywając w pierwszym pojedynku z Dantem Craigem.